# Altay Coşkun
Altay Coşkun (* 7. Juni 1970 in Würselen) ist ein deutscher Althistoriker.

## Leben
Altay Coşkun ist der Sohn eines Türken und einer Deutschen. Er besuchte das Städtische Gymnasium Herzogenrath und legte dort 1989 sein Abitur ab. Es folgte bis 1990 der Zivildienst, anschließend studierte er Geschichte, Latein, Altgriechisch und Katholische Theologie an der Universität Trier. Zudem belegte Coşkun in einem Begleitstudium Erziehungswissenschaften. 1993 war er für ein Semester an der Universität Fribourg; 1996 schloss er sein Studium mit dem Staatsexamen ab und promovierte danach in Trier in Alter Geschichte bei Heinz Heinen. Zwischen 1996 und 2000 war er Lehrbeauftragter für Klassische Philologie in Trier, 1999 auch wissenschaftliche Hilfskraft für Alte Geschichte. 1999 wurde er promoviert, seine Dissertation Historisch-philologischer Kommentar zur Gratiarum actio des Decimius Magnus Ausonius wurde 2000 mit dem Förderpreis der Universität Trier ausgezeichnet. Von 2000 bis 2002 war Coşkun mit Unterstützung des Deutschen Akademischen Austauschdienstes Postdoctoral Fellow an der University of Oxford, anschließend bis 2008 Wissenschaftlicher Mitarbeiter im Teilprojekt „Roms auswärtige Freunde“ im Trierer Sonderforschungsbereich „Fremdheit und Armut. Wandel von Inklusions- und Exklusionsformen von der Antike bis zur Gegenwart“ sowie Lehrbeauftragter für Alte Geschichte an der Trierer Universität. In dieser Zeit beschäftigte er sich vorwiegend mit der römischen Außen- und Bürgerrechtspolitik. 2007 habilitierte er sich mit einer Arbeit zum Thema Von der 'Geißel Asiens’ zu 'kaiserfrommen’ Reichsbewohnern. Studien zur politischen und gesellschaftlichen Entwicklung der Galater unter besonderer Berücksichtigung der amicitia populi Romani und der göttlichen Verehrung des Augustus (3. Jh. v. Chr. – 2. Jh. n. Chr.) in Trier. Die Arbeit blieb unpubliziert. Von Januar bis Juli 2009 forschte Coşkun als „Feodor Lynen-Visiting Scholar“ an der University of Exeter, seit dem Sommer 2009 ist er Associate Professor for Classical Studies an der University of Waterloo.
Coşkun forscht unter anderem zur Geschichte, Numismatik, Religionsgeschichte und Onomastik Galatiens in hellenistischer und römischer Zeit. Er beschäftigt sich mit der römischen Rechtsgeschichte und der römischen Außenpolitik, dem antiken Herrscherkult, antiken Verfassungen, Herrschaftsformen und der Fremdenpolitik.

## Schriften
- Die gens Ausoniana an der Macht. Untersuchungen zu Decimius Magnus Ausonius und seiner Familie (= Occasional publications of Linacre Unit for Prosopographical Research. Band 8). Prosopographica et Genealogica, Oxford 2002, ISBN 1-900934-07-8 (= Dissertation Universität Trier 1999).
- Hrsg. mit Heinz Heinen und Manuel Tröster: Roms auswärtige Freunde in der späten Republik und im frühen Prinzipat (= Beihefte zum Göttinger Forum für Altertumswissenschaft. Band 19). Duehrkohp und Radicke, Göttingen 2005, ISBN 3-89744-252-3.
- Freundschaft und Gefolgschaft in den auswärtigen Beziehungen der Römer (2. Jahrhundert v. Chr. – 1. Jahrhundert n. Chr.) (= Inklusion, Exklusion. Band 9). Peter Lang, Frankfurt am Main u. a. 2008, ISBN 978-3-631-58424-8.
- Bürgerrechtsentzug oder Fremdenausweisung? Studien zu den Rechten von Latinern und weiteren Fremden sowie zum Bürgerrechtswechsel in der Römischen Republik (5. bis frühes 1. Jh. v. Chr.) (= Hermes Einzelschriften. Band 101). Franz Steiner, Stuttgart 2009, ISBN 978-3-515-09303-3.
- Großzügige Praxis der Bürgerrechtsvergabe in Rom? Zwischen Mythos und Wirklichkeit. Franz Steiner, Stuttgart 2009, ISBN 978-3-515-09350-7.
- Hrsg. mit Heinz Heinen und Stefan Pfeiffer: Repräsentation von Identität und Zugehörigkeit im Osten der griechisch-römischen Welt (= Inklusion, Exklusion. Band 14). Peter Lang Verlag, Frankfurt am Main u. a. 2009, ISBN 978-3-631-59994-5.
- Cicero und das römische Bürgerrecht. Die Verteidigung des Dichters Archias.  Einleitung, Text, Übersetzung und historisch-philologische Kommentierungen (= Vertumnus. Berliner Beiträge zur klassischen Philologie und zu ihren Nachbargebieten. Band 5). Edition Ruprecht, Göttingen 2010, ISBN 978-3-7675-3054-6.
- Hrsg. mit Alex McAuley: Seleukid Royal Women. Creation, Representation and Distortion of Hellenistic Queenship in the Seleukid Empire. Franz Steiner, Stuttgart 2016.
- Hrsg. mit David Engels: Rome and the Seleukid East. Éditions Latomus, Brüssel 2019.
- Hrsg.: Ethnic Constructs, Royal Dynasties and Historical Geography around the Black Sea Littoral. Franz Steiner, Stuttgart 2021.
- Hrsg.: Galatian Victories and Other Studies into the Agency and Identity of the Galatians in the Hellenistic and Early-Roman Periods. Peeters, Leuven 2022.